# 허영주
허영주(許怜朱, 1992년 3월 21일 ~ )은 대한민국의 걸 그룹 더 씨야의 전 멤버이자 리얼걸프로젝트의 리더이다.

## 음반 목록

### 듀자매
앨범: 기억하나요

곡명: 그대여 기억하나요

발매: 2019년 10월 11일

앨범: 뽕짝소녀

곡명: 뽕짝소녀

발매: 2019년 6월 11일

앨범: 로팔시 OST

곡명: 궁금해 (Feat. 정주 of 듀자매)

발매: 2019년 4월 11일

앨범: 그림

곡명: 색연필

발매: 2018년 10월 4일

앨범: 여행의 시작

곡명: 맑은하늘

발매: 2018년 6월 8일

## 주요 출연작

### 드라마
- 2013년 KBS2 《비밀》 - 신세연의 친구 역
- 2017년 SBS 《아이돌마스터.KR - 꿈을 드림》